# Рамзес VIII
Рамсес VIII — давньоєгипетський фараон з XX династії.

## Життєпис
Імовірно, був узурпатором престолу, який не належав до правлячої родини. Його царювання тривало близько 2 років. Пам'ять про нього переслідувалась і пам'ятників, помічених його царювання, практично не збереглось.
Інша теорія стверджує, що фараон був сином могутнього Рамсеса III, а його претензії на престол були законними та обґрунтованими.
Відомі згадки про царя у текстах храму в Медінет-Абу, його гробниця не виявлена, невідома також і доля його мумії. Ім'я Рамсеса VIII збереглось на фаянсових плитках невідомого походження й кількох скарабеях.